# Persone di nome Tito
| Questa pagina contiene informazioni ricavate automaticamente dalle voci biografiche con l'ausilio del template Bio e di un bot. L'aggiornamento è periodico e automatico e ricostruisce completamente la pagina. Se manca una persona in questa lista, sei pregato di non aggiungerla, ma accertati piuttosto che la sua voce biografica contenga il template Bio e che i dati anagrafici siano correttamente compilati. Se il template Bio manca, inseriscilo tu stesso o, in alternativa, metti l'avviso {{tmp\|Bio}} che ne segnala la mancanza. Se i dati riportati sono sbagliati, correggi direttamente la voce biografica; le modifiche saranno visibili in questa lista entro pochi giorni. Per chiarimenti vedi il progetto antroponimi. La lista contiene solo le 210 persone che sono citate nell'enciclopedia e per le quali è stato implementato correttamente il template Bio. Pagina aggiornata al 6 ago 2025. |

Questa è una lista di persone presenti nell'enciclopedia che hanno il nome Tito, suddivise per attività principale.

## Agronomi(3)
- Tito Pasqui, agronomo e politico italiano (Forlì, n. 1846 - Forlì, † 1925)
- Tito Poggi, agronomo e politico italiano (Firenze, n. 1857 - Firenze, † 1944)
- Tito Vezio Zapparoli, agronomo italiano (Poggio Rusco, n. 1885 - † 1943)

## Allenatori di calcio(2)
- Tito Corsi, allenatore di calcio, ex calciatore e dirigente sportivo italiano (Littoria, n. 1937)
- Tito Mistrali, allenatore di calcio e calciatore italiano (Parma, n. 1902 - Parma, † 1992)

## Architetti(1)
- Tito Azzolini, architetto, ingegnere e scenografo italiano (Bologna, n. 1837 - Bologna, † 1907)

## Arcivescovi cattolici(2)
- Tito Solari Capellari, arcivescovo cattolico italiano (Pesariis di Prato Carnico, n. 1939)
- Tito Trocchi, arcivescovo cattolico italiano (Roma, n. 1864 - Roma, † 1947)

## Attori(1)
- Tito Valverde, attore spagnolo (Avila, n. 1951)

## Autori di giochi(1)
- Tito Leati, autore di giochi e traduttore italiano (Bologna, n. 1969)

## Aviatori(2)
- Tito Falconi, aviatore italiano (Beausoleil, n. 1907)
- Tito Minniti, aviatore e militare italiano (Placanica, n. 1909 - Dagabur, † 1935)

## Avvocati(3)
- Tito Galla, avvocato, politico e antifascista italiano (Vicenza, n. 1881 - Vicenza, † 1940)
- Tito Marziali, avvocato, politico e sindacalista italiano (Foligno, n. 1875 - Foligno, † 1966)
- Tito Tettamanti, avvocato, politico e imprenditore svizzero (Lugano, n. 1930)

## Baritoni(1)
- Tito Gobbi, baritono, attore e regista italiano (Bassano del Grappa, n. 1913 - Roma, † 1984)

## Calciatori(6)
- Tito Carbone, calciatore italiano
- Tito Celani, calciatore e allenatore di calcio italiano (Milano, n. 1921 - Sanremo, † 1990)
- Tito Davanzelli, calciatore italiano
- Tito Legrenzi, calciatore italiano (Bergamo, n. 1898)
- Tito Okello, calciatore ugandese (Gulu, n. 1996)
- Tito Vera, ex calciatore paraguaiano (n. 1952)

## Cantautori(2)
- Tito Fernández, cantautore cileno (Temuco, n. 1942 - Puerto Montt, † 2023)
- Tito Schipa Jr., cantautore, compositore e regista italiano (Lisbona, n. 1946)

## Centurioni(1)
- Tito Pullone, centurione romano

## Chirurghi(1)
- Tito Vanzetti, chirurgo italiano (Venezia, n. 1809 - Padova, † 1888)

## Compositori(1)
- Tito Mattei, compositore, pianista e direttore d'orchestra italiano (Campobasso, n. 1839 - Londra, † 1914)

## Critici letterari(1)
- Tito Rosina, critico letterario italiano (n. 1899 - † 1958)

## Direttori d'orchestra(2)
- Tito Gotti, direttore d'orchestra, musicologo e saggista italiano (Bologna, n. 1927 - Bologna, † 2024)
- Tito Petralia, direttore d'orchestra e compositore italiano (Firenze, n. 1896 - Roma, † 1982)

## Drammaturghi(1)
- Tito Maccio Plauto, commediografo romano (Sarsina - Roma, † 184 a.C.)

## Economisti(1)
- Tito Boeri, economista italiano (Milano, n. 1958)

## Editori(1)
- Tito I Ricordi, editore italiano (Milano, n. 1811 - Milano, † 1888)

## Editori musicali(1)
- Tito II Ricordi, editore musicale italiano (Milano, n. 1865 - Milano, † 1933)

## Filosofi(1)
- Tito Vignoli, filosofo e antropologo italiano (Rosignano Marittimo, n. 1824 - Milano, † 1914)

## Fisici(1)
- Tito Gonnella, fisico e matematico italiano (Livorno, n. 1794 - † 1867)

## Fumettisti(1)
- Tito Marchioro, fumettista italiano (Venezia, n. 1931 - Venezia, † 2004)

## Funzionari(2)
- Tito Flavio Petrone, funzionario romano (Traspadana)
- Tito Furio Vittorino, funzionario romano († 168)

## Generali(4)
- Tito Agosti, generale italiano (Morrovalle, n. 1889 - Roma, † 1946)
- Tito Manlio Imperioso Torquato, generale romano
- Tito Labieno, generale romano (Cingoli - Munda, † 45 a.C.)
- Tito Montefinale, generale e politico italiano (Portovenere, n. 1868 - Roma, † 1959)

## Ginnasti(1)
- Tito Collevati, ginnasta italiano (Voghera, n. 1891 - Ferrara, † 1941)

## Giornalisti(5)
- Tito Livio Cianchettini, giornalista italiano (Monte San Giusto, n. 1821 - Roma, † 1900)
- Tito Cortese, giornalista e conduttore televisivo italiano (Venezia, n. 1933)
- Tito Giliberto, giornalista e scrittore italiano (Venezia, n. 1963)
- Tito Saffioti, giornalista e critico musicale italiano (Palmi, n. 1946)
- Tito Stagno, giornalista, telecronista sportivo e conduttore televisivo italiano (Cagliari, n. 1930 - Roma, † 2022)

## Giuristi(3)
- Tito Ballarino, giurista italiano (Milano, n. 1934 - Milano, † 2014)
- Tito Carnacini, giurista italiano (Bologna, n. 1909 - Forte dei Marmi, † 1983)
- Tito Manzi, giurista e politico italiano (Pisa, n. 1769 - Firenze, † 1836)

## Hockeisti su ghiaccio(1)
- Tito Meneghetti, ex hockeista su ghiaccio|Attività2=allenatore di hockey su ghiaccio|Attività3=dirigente sportivo italiano (Agordo, n. 1972)

## Imperatori(1)
- Tito, imperatore romano (Roma, n. 39 - Aquae Cutiliae, † 81)

## Imprenditori(1)
- Tito Foppa Pedretti, imprenditore italiano (Telgate, n. 1925 - Telgate, † 2001)

## Letterati(1)
- Tito Bassetti, letterato e patriota italiano (Trento, n. 1794 - Lasino, † 1869)

## Maestri di scherma(1)
- Tito Tomassini, maestro di scherma italiano (Roma, n. 1948)

## Magistrati(8)
- Tito Coppi, magistrato e politico italiano (Livorno, n. 1797 - Livorno, † 1864)
- Tito Rustio Nummio Gallo, magistrato romano
- Tito Statilio Tauro, magistrato e senatore romano (Roma, † 53)
- Tito Mussidio Polliano, magistrato e senatore romano
- Tito Axio, magistrato e senatore romano
- Tito Curtilio Mancia, magistrato e senatore romano
- Tito Cuzio Cilto, magistrato e senatore romano
- Tito Sestio Africano, magistrato e senatore romano

## Matematici(3)
- Tito Livio Burattini, matematico, cartografo e egittologo italiano (Agordo, n. 1617 - Varsavia)
- Tito Camillo Cazzaniga, matematico italiano (Cerese, n. 1872 - Cerese, † 1900)
- Tito Chella, matematico italiano (n. 1881 - † 1923)

## Medici(1)
- Tito Livio De Sanctis, medico italiano (San Martino sulla Marrucina, n. 1817 - Napoli, † 1883)

## Militari(10)
- Tito Acerbo, militare italiano (Loreto Aprutino, n. 1890 - Croce di Piave, † 1918)
- Tito Publio Carisio, militare romano
- Tito Checchi, militare e scrittore italiano (Firenze, n. 1849 - † 1867)
- Tito Quinzio Flaminino, militare e politico romano (n. 229 a.C. - † 174 a.C.)
- Tito Silio, ufficiale romano
- Tito Tarquinio, militare e nobile romano
- Tito Statilio Tauro, militare romano
- Tito Terrasidio, ufficiale romano
- Tito Sextio, militare romano
- Tito Giuseppe Viazzi, militare italiano (Pezzolo Valle Uzzone, n. 1816 - Novi Ligure, † 1887)

## Nobili(1)
- Tito Flavio Sabino, nobile romano

## Organari(1)
- Tito Tonoli, organaro italiano (Brescia, n. 1855 - Buenos Aires, † 1897)

## Parolieri(1)
- Tito Manlio, paroliere italiano (Napoli, n. 1901 - Roma, † 1972)

## Patologi(1)
- Tito Carbone, patologo italiano (Carbonara Scrivia, n. 1863 - Milano, † 1904)

## Patrioti(7)
- Tito Barbieri, patriota italiano (Ripabottoni, n. 1821 - Campobasso, † 1865)
- Tito Buy, patriota e poeta italiano (San Secondo Parmense, n. 1846 - Vicenza, † 1923)
- Tito Cadolini, patriota e generale italiano (Cremona, n. 1805 - Cremona, † 1876)
- Tito Speri, patriota italiano (Brescia, n. 1825 - Belfiore, † 1853)
- Tito Strocchi, patriota, giornalista e scrittore italiano (Lucca, n. 1846 - Bagni di Lucca, † 1879)
- Livio Zambeccari, patriota italiano (Bologna, n. 1802 - Bologna, † 1862)
- Tito Zucconi, patriota italiano (Campi Bisenzio, n. 1837 - Firenze, † 1924)

## Pianisti(1)
- Tito Aprea, pianista, musicologo e compositore italiano (Roma, n. 1904 - Roma, † 1989)

## Pittori(8)
- Tito Aguiari, pittore italiano (Adria, n. 1834 - Trieste, † 1908)
- Tito Cavagnaro, pittore italiano (Livorno, n. 1874 - Livorno, † 1949)
- Tito Chelazzi, pittore italiano (San Casciano in Val di Pesa, n. 1834 - Firenze, † 1892)
- Tito Chini, pittore e decoratore italiano (Firenze, n. 1898 - Desio, † 1947)
- Tito Conti, pittore italiano (Firenze, n. 1842 - † 1924)
- Tito Lessi, pittore italiano (Firenze, n. 1858 - Firenze, † 1917)
- Tito Salomoni, pittore italiano (Pontelagoscuro, n. 1928 - Torino, † 1986)
- Tito Troja, pittore italiano (Arcinazzo Romano, n. 1847 - Roma, † 1916)

## Poeti(7)
- Tito Balestra, poeta italiano (Longiano, n. 1923 - Longiano, † 1976)
- Tito Calpurnio Siculo, poeta romano (Sicilia)
- Tito Lucrezio Caro, poeta e filosofo romano (Pompei - Roma)
- Tito Maniacco, poeta, storico e scrittore italiano (Udine, n. 1932 - Udine, † 2010)
- Tito Marrone, poeta e commediografo italiano (Trapani, n. 1882 - Roma, † 1967)
- Tito Quinzio Atta, poeta romano († 77 a.C.)
- Tito Vespasiano Strozzi, poeta italiano (Ferrara, n. 1424 - Raccano, † 1505)

## Presbiteri(1)
- Tito Centi, presbitero e filosofo italiano (Segni, n. 1915 - Fiesole, † 2011)

## Pugili(1)
- Tito Rodinetti, pugile italiano (La Spezia, n. 1936 - La Spezia, † 2024)

## Religiosi(1)
- Tito Brandsma, religioso e presbitero olandese (Bolsward, n. 1881 - Dachau, † 1942)

## Rugbisti a 15(2)
- Tito Cicciò, ex rugbista a 15, allenatore di rugby a 15 e dirigente sportivo italiano (Messina, n. 1967)
- Tito Tebaldi, rugbista a 15 italiano (Parma, n. 1987)

## Sceneggiatori(1)
- Tito Carpi, sceneggiatore italiano (Firenze, n. 1925 - Roma, † 1997)

## Scrittori(5)
- Tito Pomponio Attico, scrittore romano (n. 110 a.C. - Roma, † 32 a.C.)
- Tito Barbini, scrittore e politico italiano (Cortona, n. 1945)
- Flavio Giuseppe, scrittore, storico e militare ebreo antico (Gerusalemme - Roma)
- Titomanlio Manzella, scrittore e giornalista italiano (Catania, n. 1891 - Roma, † 1966)
- Tito A. Spagnol, scrittore, giornalista e regista italiano (Vittorio Veneto, n. 1895 - Vittorio Veneto, † 1979)

## Scultori(3)
- Tito Amodei, scultore, pittore e critico d'arte italiano (Colli a Volturno, n. 1926 - Roma, † 2018)
- Tito Angelini, scultore italiano (Napoli, n. 1806 - Napoli, † 1878)
- Tito Sarrocchi, scultore italiano (Siena, n. 1824 - Siena, † 1900)

## Senatori(2)
- Tito Messio Estricato, senatore romano († 222)
- Tito Flavio Sulpiciano, senatore romano (Hierapatna - † 197)

## Sovrani(1)
- Tito Tazio, sovrano romano (Cures Sabini - Lavinio)

## Storici(2)
- Tito Livio, storico romano (Patavium, n. 59 a.C. - Patavium, † 17)
- Tito Labieno, storico romano († 12)

## Tenori(1)
- Tito Del Bianco, tenore e musicologo italiano (Trieste, n. 1932 - Trieste, † 2020)

## Teologi(1)
- Tito Maria Cucchi, teologo e vescovo cattolico italiano (Cerasa, n. 1860 - Senigallia, † 1938)

## Vescovi(3)
- Tito, vescovo e santo romano
- Tito Levita, vescovo italiano (Novara, † 800)
- Tito di Bisanzio, vescovo romano († 272)

## Vescovi cattolici(1)
- Tito Veltri da Viterbo, vescovo cattolico italiano

## Veterinari(1)
- Tito Manlio Bettini, veterinario italiano (Padova, n. 1908 - Firenze, † 1986)

## Violinisti(1)
- Tito Brogialdi, violinista e compositore italiano

## Wrestler(1)
- Tito Santana, ex wrestler statunitense (Mission, n. 1953)

## Senza attività specificata(6)
- Tito Aurelio Fulvio Antonino, romano (Lanuvio, n. 161 - Roma, † 165)
- Tito Clelio Siculo, romano
- Celso († 265)
- Tito Giulio Prisco, romano
- Macriano Minore, romano († 261)
- Tito, romano (Roma, † 426)